# 韋爾布卡-穆羅瓦納
49°10′33″N 27°2′9″E / 49.17583°N 27.03583°E
韋爾布卡-穆羅瓦納（烏克蘭語：Вербка-Мурована）是位於烏克蘭西部的村莊，由赫梅利尼茨基州裡赫梅利尼茨基區的亞爾莫林齊市鎮負責管轄。該村始建於1832年，面積2.66平方公里，海拔高度259米，2001年人口526，人口密度每平方公里197.5人。